# Mládě

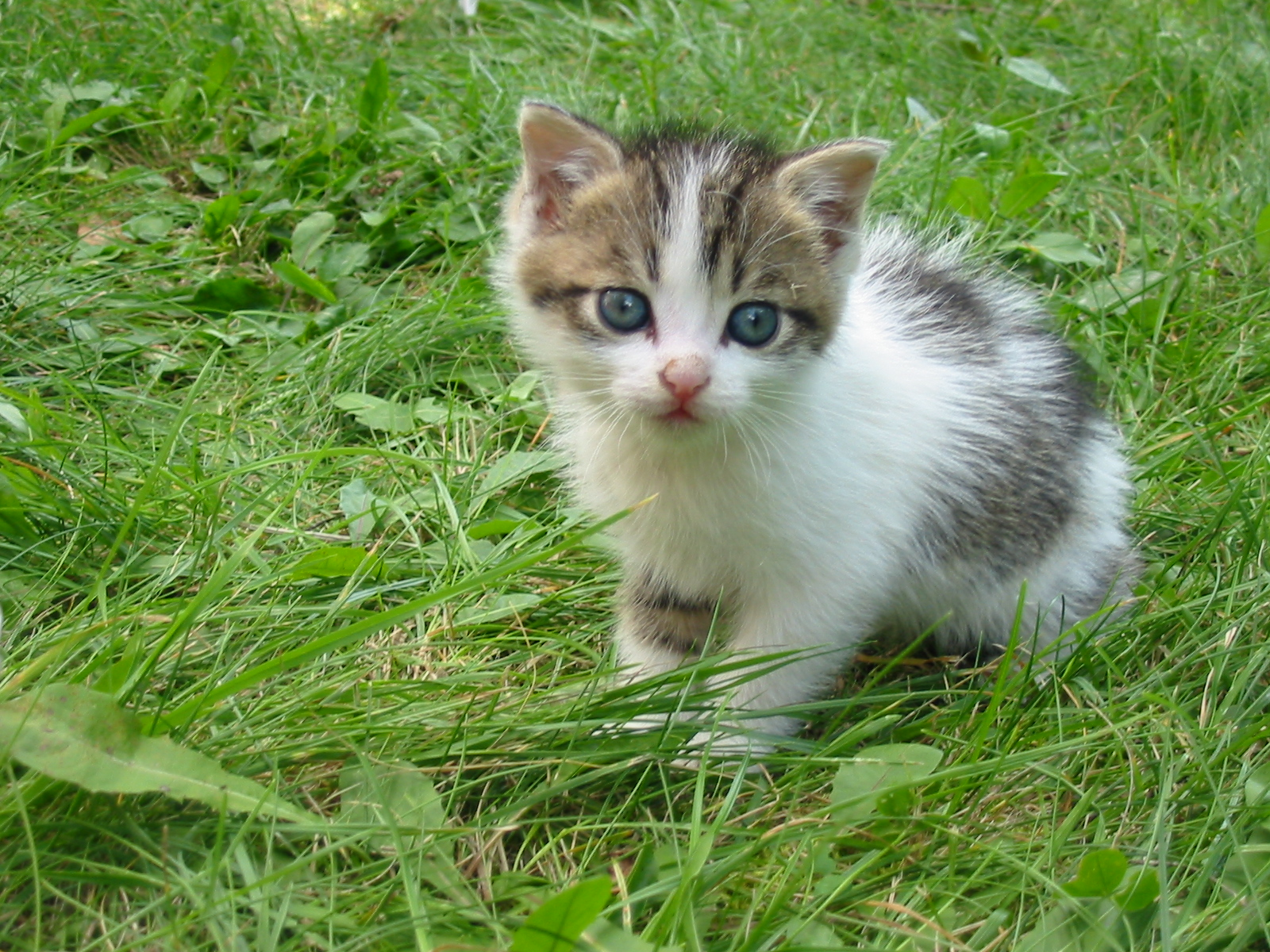
Kotě – mládě kočky domácí

Mládě je nedospělý jedinec vyšších živočichů. Doba, po kterou je živočich mládětem, je různá: závisí na rychlosti růstu a délce života daného druhu. Např. hlodavci pohlavně dospívají už ve 3 týdnech věku, u jiných druhů (např. slon) jedinec zůstává mládětem i několik let.
Mláďata přicházejí na svět několika způsoby:
- U vejcorodých živočichů se líhnou z vajec mimo matčino tělo
- U vejcoživorodých se líhnou z vajec, které jsou v tu dobu ještě uvnitř matky, ta je tedy „porodí“
- U živorodých, tedy u vačnatců a placentálních savců, se zárodek vyvíjí v matčině děloze, kde je vyživován. Když dospěje do určitého stadia vývoje, dojde k porodu.

Při příchodu na svět jsou mláďata různě vyvinutá a podle toho vyžadují určitou péči rodičů. Podle schopnosti se o sebe postarat se mláďata dělí na dvě skupiny: prekociální a altriciální.

## Prekociální mláďata

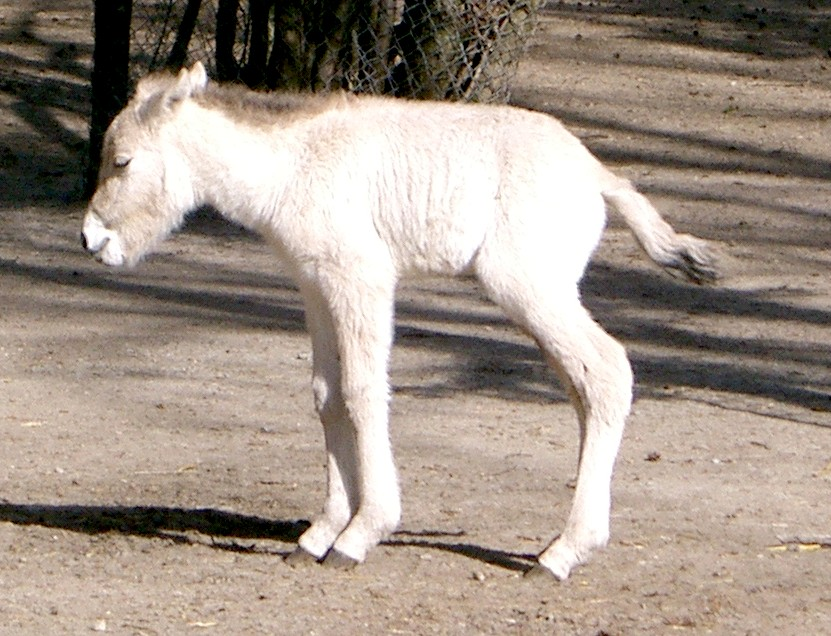
Hříbě – mládě koně Převalského

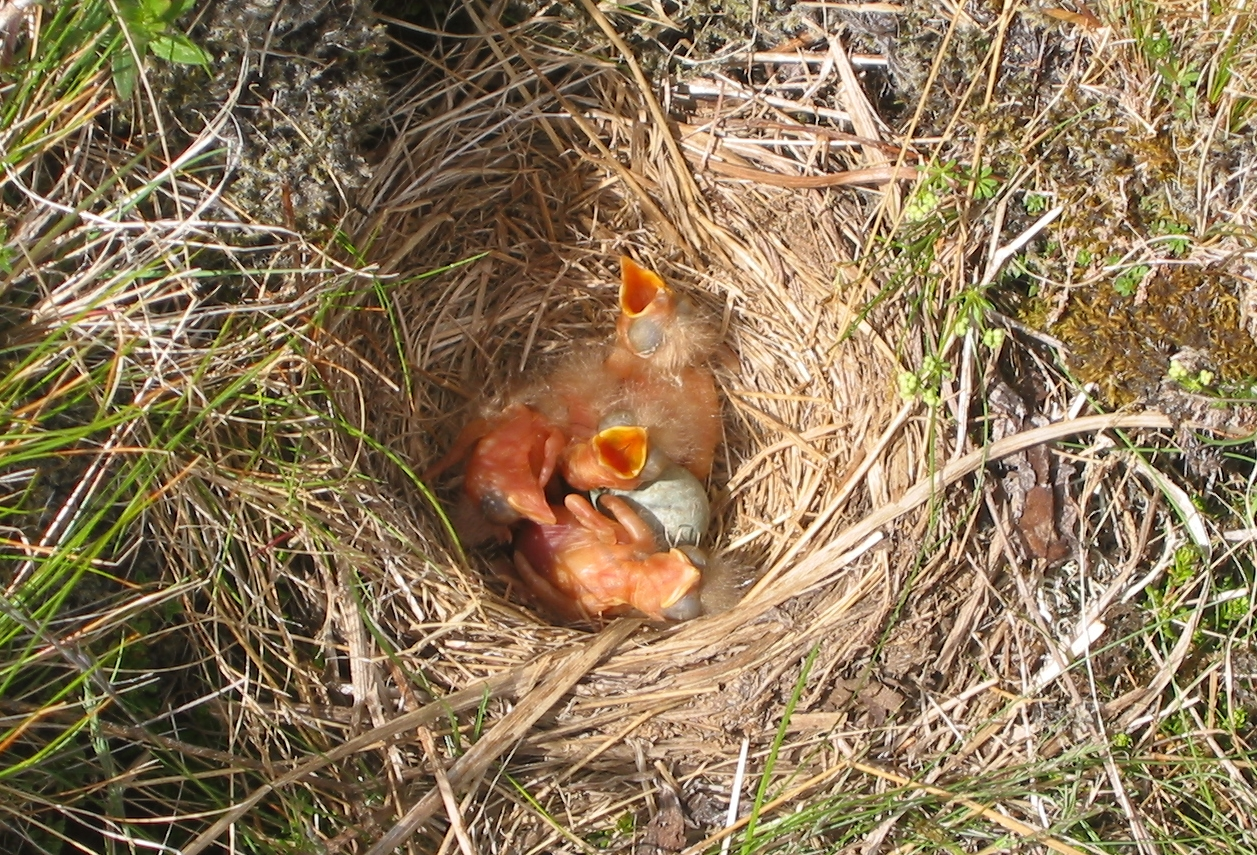
Mláďata drozda cvrčaly

Prekociální mláďata (v souvislosti s ptáky také nidifugní) jsou mláďata, která přicházejí na svět plně vyvinutá a jsou schopná prakticky okamžitě následovat svou matku nebo u druhů, které o mláďata nepečují, se o sebe starat sama.
Příkladem jsou antilopy, koně nebo jiní kopytníci, ale např. i sloni, z ptáků např. zástupci běžců, hrabavých a vrubozobých. Mláďata plazů také vesměs patří k prekociálnímu typu.

## Altriciální mláďata
Altriciální mláďata (v souvislosti s ptáky také nidikolní) jsou mláďata, která přicházejí na svět plně závislá na rodičovské péči. S tímto typem mláďat se setkáváme jen u ptáků a savců. Jsou zpravidla neosrstěná (proto se užívá též název holata nebo holátka) a slepá, s nevyvinutou schopností termoregulace a bez rodičů hynou. U některých savců, např. většiny druhů šelem, přicházejí mláďata na svět sice slepá, ale osrstěná. Rovněž mláďata primátů patří k altriciálnímu typu, ačkoli přicházejí na svět osrstěná a s otevřenýma očima. Také mnoho druhů ptáků, jako jsou čápi, dravci nebo sovy má mláďata plně závislá na péči rodičů, avšak pokrytá prachovým peřím.
Druhy, které mají altriciální mláďata, si obvykle staví hnízda, nory nebo podobné úkryty, kde mohou mláďata udržovat v teple a kde jsou chráněna před predátory. Jinak je tomu u vačnatců, kde probíhá vývoj narozených mláďat ve vaku na matčině těle. Mláďata mravenečníků, lenochodů, mnoha druhů letounů a primátů zase tráví první týdny života přichycena na matčině srsti.

## Jména mláďat různých druhů zvířat
| druh zvířete | mládě           |
| ------------ | --------------- |
| skot         | tele            |
| ovce         | jehně           |
| koza         | kůzle           |
| prase        | sele, podsvinče |
| kůň          | hříbě           |
| kočka        | kotě            |
| pes          | štěně           |
| vlk          | vlče            |
| medvěd       | medvídě         |
| lev          | lvíče           |
| slon         | slůně           |
| kur          | kuře            |
| husa         | house           |
| pták         | ptáče           |
| ryba         | potěr           |
| had          | hádě            |